# Edward Kajdański
Edward Kajdański (ur. 26 listopada 1925 w Harbinie, zm. 10 września 2020) – polski pisarz, dziennikarz i dyplomata.

## Życiorys
Urodził się w rodzinie inżyniera, pracującego w cukrowni w Harbinie. Ukończył w grudniu 1942 Gimnazjum im. H. Sienkiewicza w Harbinie, leżącym wówczas na terenie państwa Mandżukuo. W 1944 rozpoczął studia farmacji na Uniwersytecie Północnomandżurskim, które porzucił i w 1945, już po zajęciu Harbinu przez Armię Czerwoną, rozpoczął studia związane z kolejnictwem na Politechnice Harbińskiej, kończąc je w 1951. Od razu po zakończeniu studiów wyjechał do Polski, w ramach repatriacji ludności polskiej. Dzięki płynnej znajomości chińskiego, od 1957 pracował w Ministerstwie Spraw Zagranicznych, a w 1963 otrzymał stanowisko w biurze radcy handlowego w Pekinie, gdzie na różnych stanowiskach pracował do 1975. W okresie 1979–1982 znów był w Chinach, tym razem jako konsul generalny w Kantonie. Następnie wiceprzewodniczący Rady Naukowej Centrum Studiów Azji Wschodniej Uniwersytetu Gdańskiego.
Dorobek literacki E. Kajdańskiego związany jest głównie z Chinami i Polakami działającymi w Chinach. Działalność pisarską rozpoczął w 1957, gdy dwa jego opowiadania przyjęło Polskie Radio. Od 1957 nawiązał współpracę z szeregiem czasopism polskich, m.in. „Poznaj Świat”, „Wiedza i Życie” i „Kontynenty”. Od 1971 wydawał też książki popularnonaukowe i naukowe poświęcone Chinom (wydał ich ponad 30). Część z nich wydał pod pseudonimem Władysław Kański. Oprócz pisarstwa E. Kajdański zajmował się malowaniem obrazów inspirowanych malarstwem chińskim, zilustrował także kilka własnych książek. Miał kilka wystaw autorskich. Po przejściu na emeryturę mieszkał w Trójmieście.
W 2006 pod pseudonimem Aleksander Franchetti wydał powieść Tybetańska księżniczka, zawierającą wątki autobiograficzne m.in. z dzieciństwa i młodości w Mandżurii i pobytu na placówce w Kantonie.
Został pochowany na cmentarzu Oliwskim (kolumbarium II-B-6).

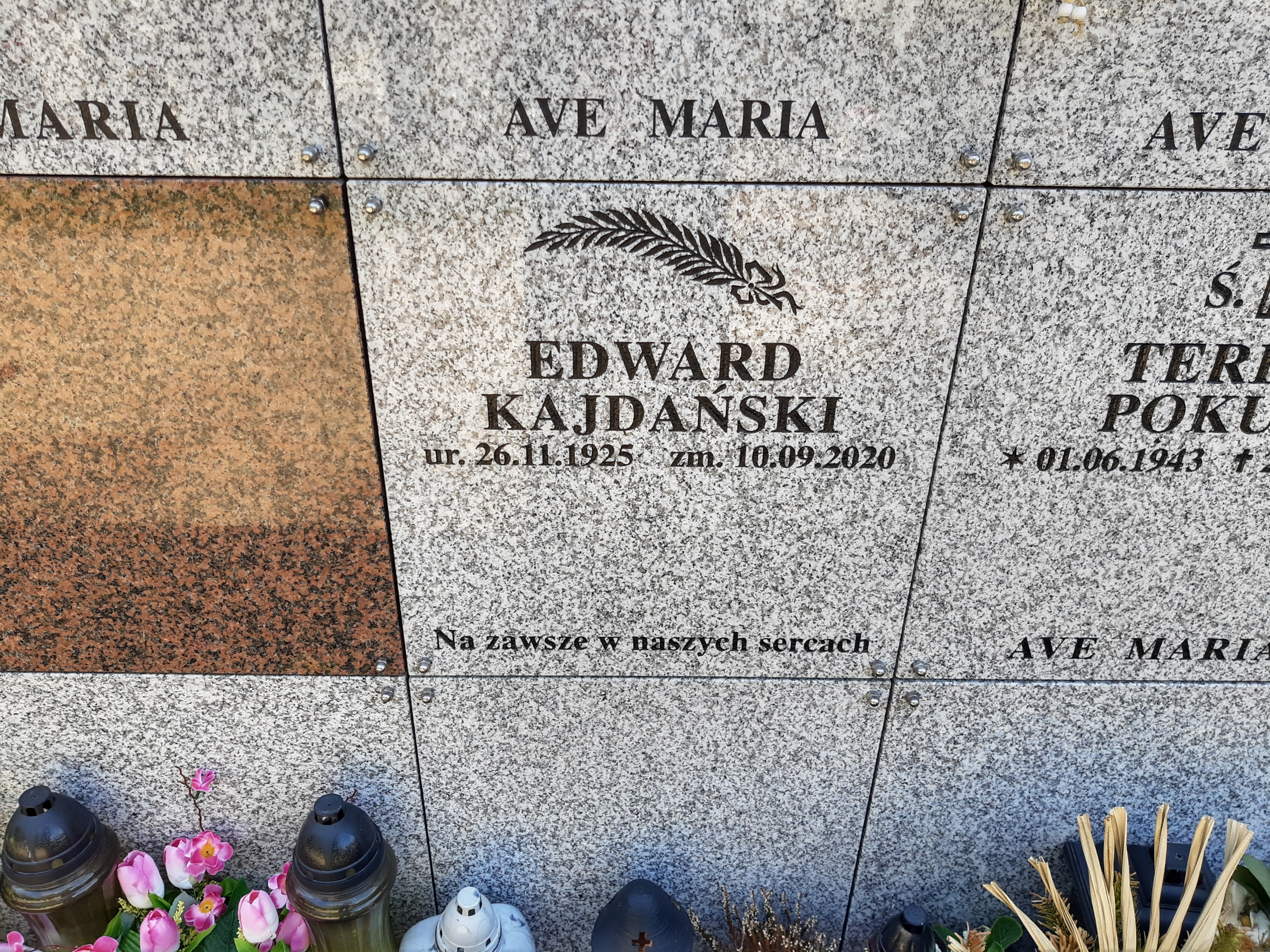
Grób Edwarda Kajdańskiego na cmentarzu OIiwskim

## Publikacje
- Władysław Kański (pseudonim E. Kajdańskiego), Chińska Republika Ludowa. Zarys rozwoju gospodarczego 1949–1969, Książka i Wiedza, 1971
- Edward Kajdański, Fort Grochowski, Wydawnictwo Pojezierze, Olsztyn 1982
- Edward Kajdański, Architektura Chin, Wydawnictwo „Arkady”, 1986, ISBN 83-213-3234-X.
- Edward Kajdański, Dzienniki syberyjskich podróży Kazimierza Grochowskiego 1910–1914, Wydawnictwo Lubelskie, 1986, ISBN 83-222-0426-4.
- Edward Kajdański, Perłowy Trójkąt, Książka i Wiedza, 1987, ISBN 83-05-11740-5.
- Edward Kajdański, Michał Boym – ostatni wysłannik dynastii Ming, Wydawnictwo Polonia, Warszawa 1988
- Edward Kajdański, Niezwykły rejs „Św. Piotra i Pawła”, Wydawnictwo Glob, Szczecin 1989, ISBN 83-7007-218-6.
- Edward Kajdański, Tajemnica Beniowskiego: odkrycia, intrygi, fałszerstwa, OW Volumen, Warszawa 1994
- Maurycy Beniowski, Pamiętniki, przełożył i przypisami opatrzył Edward Kajdański, Oficyna Wydawnicza Volumen, Warszawa 1995, ISBN 83-85218-95-5.
- Edward Kajdański, Michał Boym – Ambasador Państwa Środka, Książka i Wiedza, 1999, ISBN 83-05-13096-7.
- Edward Kajdański, Korytarz. Burzliwe dzieje Kolei Wschodniochińskiej 1898–1998, Książka i Wiedza 2000, ISBN 83-05-13162-9.
- Edward Kajdański, Długi cień wielkiego muru, Oficyna Naukowa, Warszawa 2005, ISBN 83-88164-88-0.
- Edward Kajdański, Chiny – Leksykon: Historia, gospodarka, kultura, Książka i Wiedza, 2005 ISBN 83-05-13407-5
- Aleksander Franchetti (pseudonim), Tybetańska księżniczka, PIW, Warszawa 2006, ISBN 83-06-02989-5.
- Edward Kajdański, Medycyna chińska dla każdego, Wydawnictwo Literackie, 2011, ISBN 978-83-08-04750-7.
- Edward Kajdański, Wspomnienia z mojej Atlantydy, Wydawnictwo Literackie, 2013, ISBN 978-83-08-05210-5.

## Odznaczenia
- W 2015 został odznaczony Odznaką Honorową „Bene Merito”[2].